# Le Rêve de Debs
Le Rêve de Debs (titre original : The Dream of Debs) est une nouvelle de Jack London publiée aux États-Unis en 1909.

## Historique
La nouvelle est publiée initialement dans le périodique The International Socialist Review (en) en janvier 1909, avant d'être reprise dans le recueil The Strength of the Strong en mai 1914.

## Résumé
Le rêve de Debs est une nouvelle en hommage à Eugene Victor Debs, syndicaliste et acteur du mouvement socialiste américain. Debs a été un des fondateurs des Industrial Workers of the World (Travailleurs industriels du monde).

## Éditions

### Éditions en anglais
- The Dream of Debs, dans The International Socialist Review (en), janvier 1909.
- The Dream of Debs, dans le recueil The Strength of the Strong, un volume chez The Macmillan Co, New York, mai 1914.
- The Dream of Debs, dans le recueil The Science Fiction of Jack London, anthologie chez Gregg Press (en), Upper Saddle River, juin 1975.

### Traductions en français
- Le Rêve de Debs, traduit par Louis Postif, in Regards, mensuel, du 7 au 28 mai 1936.
- Le Rêve de Debs, traduit par Louis Postif, in Les Temps maudits, recueil, 10/18, 1975.
- Le Rêve de Debs, traduit par Philippe Mortimer, in Grève générale, recueil des éditions Libertalia, 2020.

## Sources
- (en) Jack London's Works by Date of Composition
- http://www.jack-london.fr/bibliographie